# جيسي كيلرمان
جيسي كيلرمان (بالإنجليزية: Jesse Kellerman)‏ (1 سبتمبر 1978، لوس أنجلوس في الولايات المتحدة)؛ كاتب مسرحي، كاتب وروائي أمريكي.